# Cyprodinil
Cyprodinil ist eine chemische Verbindung aus der Gruppe der Anilino-Pyrimidine.

## Gewinnung und Darstellung
Cyprodinil kann durch Reaktion von Phenylguanidin mit dem β-Diketon 1-Cyclopropyl-butan-1,3-dion gewonnen werden. Letzteres wird wiederum durch ein Claisen-Kondensation von Essigsäuremethylester mit Methylcyclopropylketon dargestellt.

## Eigenschaften
Cyprodinil ist ein weißer bis als technisches Produkt beiger Feststoff, der praktisch unlöslich in Wasser ist. Es ist stabil gegenüber Hydrolyse und Photolyse.

## Verwendung
Cyprodinil ist ein systemisches Breitband-Fungizid und wird zum Beispiel bei Weizen und Roggen gegen Halmbruch (Pseudocercosporella herpotrichoides) und im Obstbau gegen Apfelschorf sowie im Weinbau in Mischung mit Fludioxonil gegen Botrytis eingesetzt. Es soll als Inhibitor der Methionin-Biosynthese wirken und den Pilz-Lebenszyklus durch Hemmung des Mycelwachstums stören. Allerdings führt das FRAC Cyprodinil nicht mehr als Methionin-Synthesehemmer. Es könnte stattdessen auf die Mitochondrien wirken.

## Zulassung
Cyprodinil ist in vielen Ländern für die Landwirtschaft, den Gartenbau und Weinbau zugelassen. Es wurde 1994 auf den Markt gebracht.
Die EU-Kommission nahm Cyprodinil mit Wirkung zum 1. Mai 2007 in die Liste der zulässigen Wirkstoffe von Pflanzenschutzmitteln auf.
In einer Reihe von EU-Staaten, unter anderem in Deutschland und Österreich, sowie in der Schweiz sind Pflanzenschutzmittel (z. B. Switch) mit diesem Wirkstoff zugelassen.

## Rückstände in Lebensmitteln
In der Schweiz gilt für Heidelbeeren, Johannisbeeren und Stachelbeeren ein relativ hoher Rückstandshöchstgehalt von 5 Milligramm Cyprodinil pro Kilogramm.